# Qwan
Qwan (怪・力・乱・神クワン, Kai・Riki・Ran・Shin Kuwan) est un manga d'Aki Shimizu, adaptation fantastique de l'Histoire des Trois Royaumes.

## Synopsis
Durant l’ère médiévale chinoise, la dynastie Han vit ses dernières heures. Dans un monde peuplé de créatures magiques parmi les humains, Qwan, un jeune garçon, et sa créature ailée Teikou vagabondent de villes en villages. Doté d’un pouvoir surprenant, celui d’aspirer les démons et d’absorber leur puissance, il est à la recherche d’un texte sacré, Les arts essentiels de la Paix. Ces derniers pourraient lui apporter les réponses aux questions qu’il se pose sur sa destinée et son identité.